# Leodegrance
Leodegrance ou Leodegan é um personagem literário do ciclo arturiano da Matéria da Bretanha. É retratado como pai de Genevra (Guinevere), que desposa o rei Artur e se converte na rainha do reino de Logres. Ao casar-se com Genevra, Artur recebe a Távola Redonda como parte do dote, que o rei Leodegrance havia por sua vez herdado de Uter Pendragão, pai de Artur.
Nos romances arturianos, Leodegrance tem outra filha referida como a Falsa Genevra, que seduz Artur e o afasta da corte temporariamente.